# Wellston (Missouri)
Wellston ist eine Stadt im St. Louis County im US-Bundesstaat Missouri. Das U.S. Census Bureau hat bei der Volkszählung 2020 eine Einwohnerzahl von 1.537 ermittelt.

## Geographie
Die Koordinaten von Wellston liegen bei 38°40'22" nördlicher Breite und 90°17'32" westlicher Länge.
Nach Angaben der United States Census 2010 erstreckt sich das Stadtgebiet von Wellston über eine Fläche von 2,41 Quadratkilometer (0,93 sq mi).

## Bevölkerung
Nach der United States Census 2010 lebten in Wellston 2313 Menschen verteilt auf 785 Haushalte und 540 Familien. Die Bevölkerungsdichte betrug 959,8 Einwohner pro Quadratkilometer (2487,1/sq mi).
Die Bevölkerung setzte sich 2010 aus 2,4 % Weißen, 95,4 % Afroamerikanern, 0,2 % Asiaten, 0,1 % amerikanischen Ureinwohnern, 0,1 % aus anderen ethnischen Gruppen und 1,7 % stammten von zwei oder mehr Ethnien ab.
In 47,8 % der Haushalte lebten Personen unter 18 Jahre und in 9,1 % Menschen die 65 Jahre oder älter waren. Das Durchschnittsalter betrug 26,2 Jahre und 44,9 % der Einwohner waren männlich.

## Belege
1. ↑  Explore Census Data Total Population in Wellston city, Missouri. Abgerufen am 2. Februar 2023.
2. ↑   United States Census
3. ↑   American Fact Finder